# Riesen-Rappenantilope
Die Riesen-Rappenantilope (Hippotragus niger variani) ist eine sehr seltene Unterart der Rappenantilope, die vor allem durch ihr großes Gehörn auffällt. Als Palanca Negra Gigante (portugiesisch) gilt sie als ein nationales Symbol Angolas und der stilisierte Kopf der Art ist im Logo der angolanischen Fluggesellschaft TAAG dargestellt.

## Merkmale

Verbreitungsgebiet der Riesen-Rappenantilope

Die Riesen-Rappenantilope unterscheidet sich anhand ihrer Körpermaße nicht von der Nominatform Hippotragus niger niger. Ihre Länge beläuft sich auf 216 bis 260 cm und ihr Gewicht auf bis zu 220 kg (Weibchen) und 260 kg (Männchen). Unterscheidungsmerkmale sind das Fehlen des weißen Wangenstreifens sowie die rund 30 cm längeren, nach hinten gebogenen Hörner. Die Färbung des Fells reicht von einem hellen braun bis fast schwarz, wobei die Bauchunterseite völlig und das Gesicht teilweise weiß ist.

## Verbreitung
Die Art ist nur in den Miombo-Waldlandschaften in Angola anzutreffen, bewohnt dort jedoch nur einen kleinen Abschnitt.

## Lebensweise
Die Männchen leben außerhalb der Paarungszeit als Einzelgänger, wohingegen sich die weiblichen Tiere in kleinen Gruppen von 5 bis 25 Tieren zusammenschließen.
Die Tiere fressen vor allem Gras, daneben werden auch Pflanzensamen, Laub, Sukkulenten, Knollen und Melonen nicht verschmäht. Die weiblichen Tiere nutzen ihre Hörner zur Vertreibung fremder Artgenossen, die männlichen auch zur Festlegung der Rangfolge untereinander in der Paarungszeit. Die Männchen sind standorttreu und verteidigen große Reviere mit Wasserstellen und Nahrungsquellen gegenüber anderen Artgenossen. Die Weibchen können nur von einem Bock (männliches Tier) gehalten werden, wenn dessen Revier genügend Nahrungsquellen und Wasserstellen für seine Weibchen und deren Nachwuchs bietet.

## Fortpflanzung
Nach einer Tragezeit von 270 Tagen bringen die Weibchen ein Junges zur Welt, welches über 6 Monate gesäugt wird. Ab einem Alter von 3 Monaten können die Jungtiere zusätzlich schon feste Pflanzennahrung zu sich nehmen.

## Gefährdung
Die Riesen-Rappenantilope wurde 1982 zuletzt gesichtet und galt schon als ausgestorben. 2004 haben sie britische und portugiesische Wissenschaftler wiederentdeckt, indem anhand in der Wildnis gesammelter Kotproben und damit durchgeführter Erbgutanalysen am Leibniz-Institut für Zoo- und Wildtierforschung in Berlin ihre Existenz bestätigt wurde. Seitdem wird die Riesen-Rappenantilope von der IUCN wieder als vom Aussterben bedroht (Critically Endangered, CR) geführt. Der Bestand in Angola wird auf nur noch 200 bis 400 Exemplare geschätzt und die Populationsgröße sinkt weiter. Neben der geringen Anzahl an Tieren stellt auch das Auftreten von Hybridisierung mit der Pferdeantilope (Hippotragus equinus) eine zusätzliche Gefährdung dar. Im Washingtoner Artenschutzabkommen wird Hippotragus niger variani im Anhang I (totales Handelsverbot) geführt. Die illegale Jagd durch Wilderer und die Reduzierung des Lebensraums sind weitere Gründe für ihre Gefährdung. Die Wilderer haben es insbesondere auf die bis zu 1,65 m langen Hörner der Antilopenart abgesehen. Inzwischen konnten durch eine Fotofalle auch Lebendaufnahmen der Tiere gemacht werden.